# .bl
Pour les articles homonymes, voir BL.
.bl est le domaine de premier niveau national attribué à Saint-Barthélemy, à la suite de la décision du 21 septembre 2007 de l'organisme de maintenance ISO 3166 d'attribuer bl comme code ISO 3166-1 alpha-2 pour cette île. Cette décision fait suite au nouveau statut de Saint-Barthélemy en tant que collectivité d'outre-mer de la France, entré en vigueur le 15 juillet 2007. En 2025, le domaine n'est pas encore utilisé  et Saint-Barthélemy utilise toujours les ccTLD de la Guadeloupe ( .gp ) et de la France ( .fr ). Toute éventuelle mise en service dépend d'une décision du gouvernement français de nommer un office d'enregistrement. Tant que cela n’est pas fait, l’extension .bl ne sera pas ajoutée à la zone racine DNS et il sera techniquement et administrativement impossible d’enregistrer un domaine .bl.